# Салмановський (острів)
Салмановський — острів на півдні України в Одеській області.

## Географія
Острів Салмановський на південному заході України, на відстані 600 км на південь від Києва.

## Клімат
Клімат помірний. Середня температура 12 °C. Найспекотніший місяць — липень, температура 24°C, найхолодніший — січень, температура -2°C. Середня кількість опадів становить 697 міліметрів на рік. Найвологіший місяць – січень, випало 110 міліметрів опадів, а найсухіший – березень, де випало 21 міліметр.